# Plütscheid

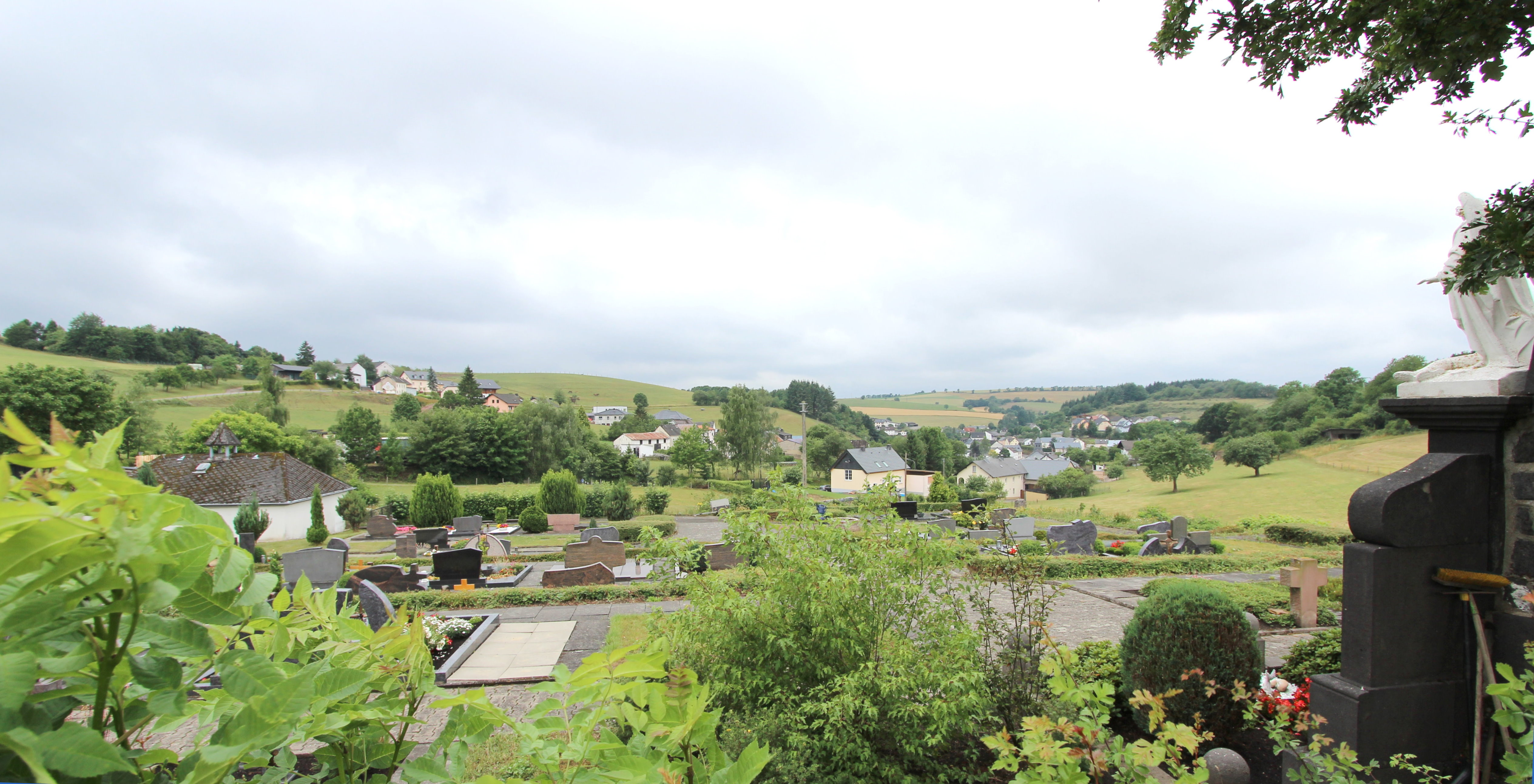
Plütscheid

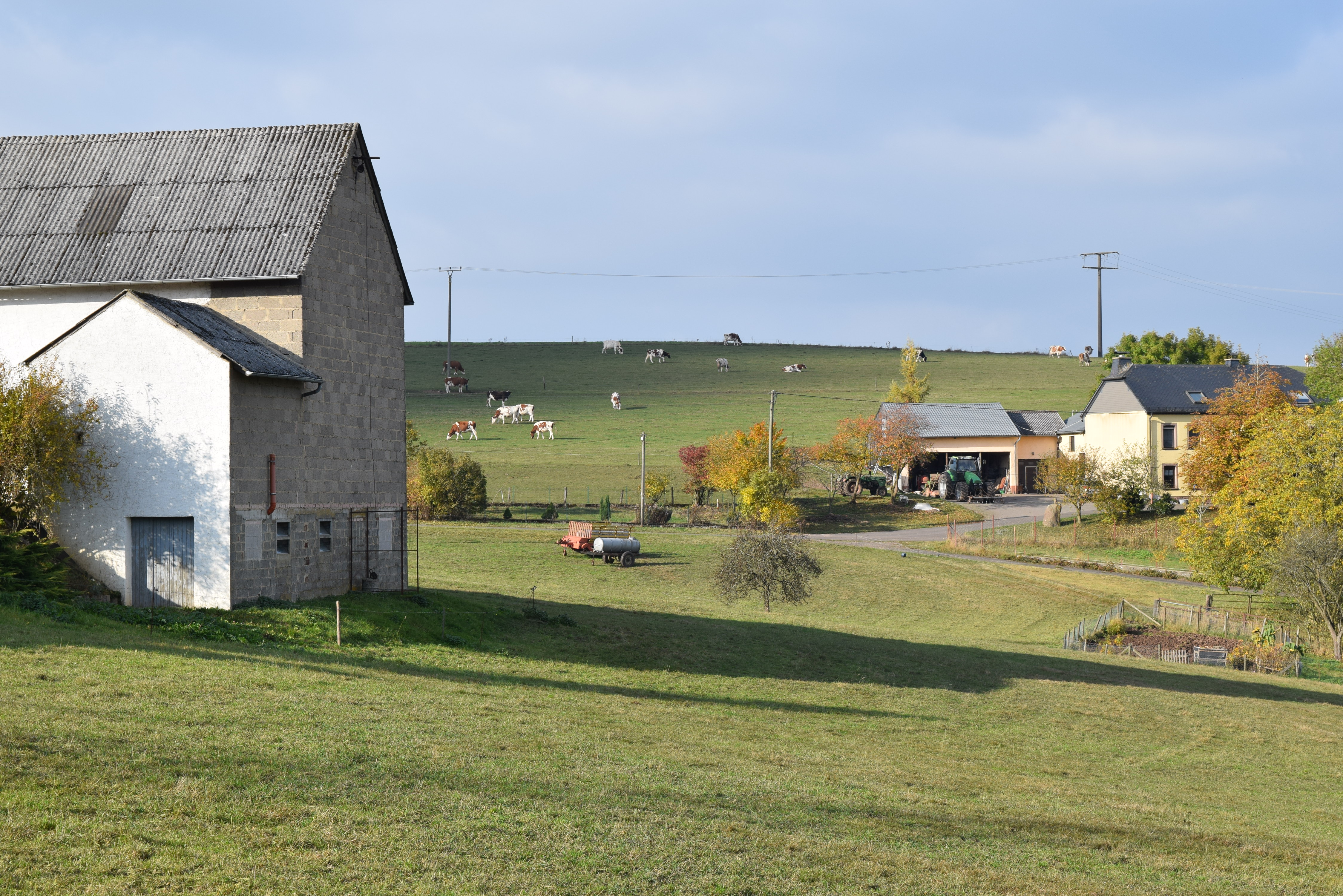
Wohnplatz Geweberhof

Plütscheid ist eine Ortsgemeinde im Eifelkreis Bitburg-Prüm in Rheinland-Pfalz. Sie gehört der Verbandsgemeinde Arzfeld an.

## Geographie
Plütscheid liegt in der westlichen Eifel, nur wenige Kilometer östlich der Staatsgrenze zu Luxemburg. 37,2 % des Gemeindegebietes werden landwirtschaftlich genutzt, mit 49,3 % ist es fast zur Hälfte bewaldet (Stand 2020). Durch Plütscheid fließt der Ehlenzbach.
Zur Gemeinde gehört auch ein Teil des Weilers Gesotz sowie die Weiler Atzseifen, Geweberhof und Mauelermühle sowie der Wohnplatz Hasenknopp.
Nachbargemeinden sind Hargarten im Norden, Feuerscheid im Osten, Oberweiler im Süden sowie Lambertsberg und Mauel im Westen.

## Geschichte
Keltische Wallanlagen sowie römische Brandgräber auf der Gemarkung Plütscheids weisen auf eine sehr frühe Besiedelung hin. Das Rheinische Landesmuseum Trier konnte im Jahre 1934 südwestlich von Plütscheid acht römische Brandgräber freilegen, die mit Steinplatten umstellt waren. Die Beigaben wurden allerdings bereits zuvor entwendet. Der Name „Plütscheid“ ist auf das Wort Plotiacum zurückzuführen, das ebenfalls auf eine erste Siedlung in keltisch-römischer Zeit hinweist. Auf dem „Hardberg“ wurden Funde aufgetan, die eine römische Siedlungstätigkeit bestätigen.
Die erste urkundliche Erwähnung als „Pluzei“ fand 1220 im Maximiner Urbar statt. Bis zum Ende des 18. Jahrhunderts gehörte die Ortschaft dem kurtrierischen Amt Schönecken an. Plütscheid war Hauptort einer Meierei, zu der auch die Ortschaften Greimelscheid und Staudenhof sowie die Maueler Mühle gehörten.
Im Jahr 1794 hatten französische Revolutionstruppen das Linke Rheinufer besetzt. Unter der französischen Verwaltung war Plütscheid von 1798 an dem Kanton und Arrondissement Prüm im Saardepartement zugeordnet. In der preußischen Zeit verwaltete den Ort von 1816 an die Bürgermeisterei Dingdorf.
Statistik zur Einwohnerentwicklung
Die Entwicklung der Einwohnerzahl von Plütscheid, die Werte von 1871 bis 1987 beruhen auf Volkszählungen:
| Jahr | Einwohner |
| ---- | --------- |
| 1815 | 191       |
| 1835 | 377       |
| 1871 | 455       |
| 1905 | 383       |
| 1939 | 389       |
| 1950 | 377       |
| 1961 | 387       |

| Jahr | Einwohner |
| ---- | --------- |
| 1970 | 341       |
| 1987 | 318       |
| 1997 | 308       |
| 2005 | 307       |
| 2011 | 309       |
| 2017 | 299       |
| 2023 | 308       |

## Politik

### Bürgermeister
Edmund Kockelmann wurde im Juni 2024 zum Ortsbürgermeister von Plütscheid gewählt.
Sein Vorgänger war Johann Heltemes seit Mai 2011. Bei der Direktwahl am 26. Mai 2019 wurde er mit einem Stimmenanteil von 71,74 % für weitere fünf Jahre in seinem Amt bestätigt.
Dessen Vorgänger Josef Kapell hatte das Amt aus persönlichen Gründen zum 30 April 2011 niedergelegt.

### Wappen
| Wappen von Plütscheid | Blasonierung: „In Silber (Weiß) über rotem Antoniuskreuz ein zweiblättriger grüner Eichenzweig mit fünf gestielten Eicheln.“ |
| Wappen von Plütscheid | Wappenbegründung: Die Farben Rot und Silber weisen auf die frühere Herrschaft Schönecken und auf das Kurfürstentum Trier hin, zu denen Plütscheid früher gehörte; das Antoniuskreuz ist ein Hinweis auf den Ortspatron Antonius der Einsiedler; Die Eicheln symbolisieren die fünf Ortsteile Plütscheid, Atzseifen, Gesotz, Geweberhof und Mauler Mühle; der Eichenzweig verweist auf den Waldreichtum der Gemeinde. Das von Christian Credner in Zusammenarbeit mit Plütscheider Bürgern entworfene Wappen wurde am 21. November 2007 durch die Kommunalaufsicht des Eifelkreises Bitburg-Prüm genehmigt. |

## Wirtschaft und Infrastruktur

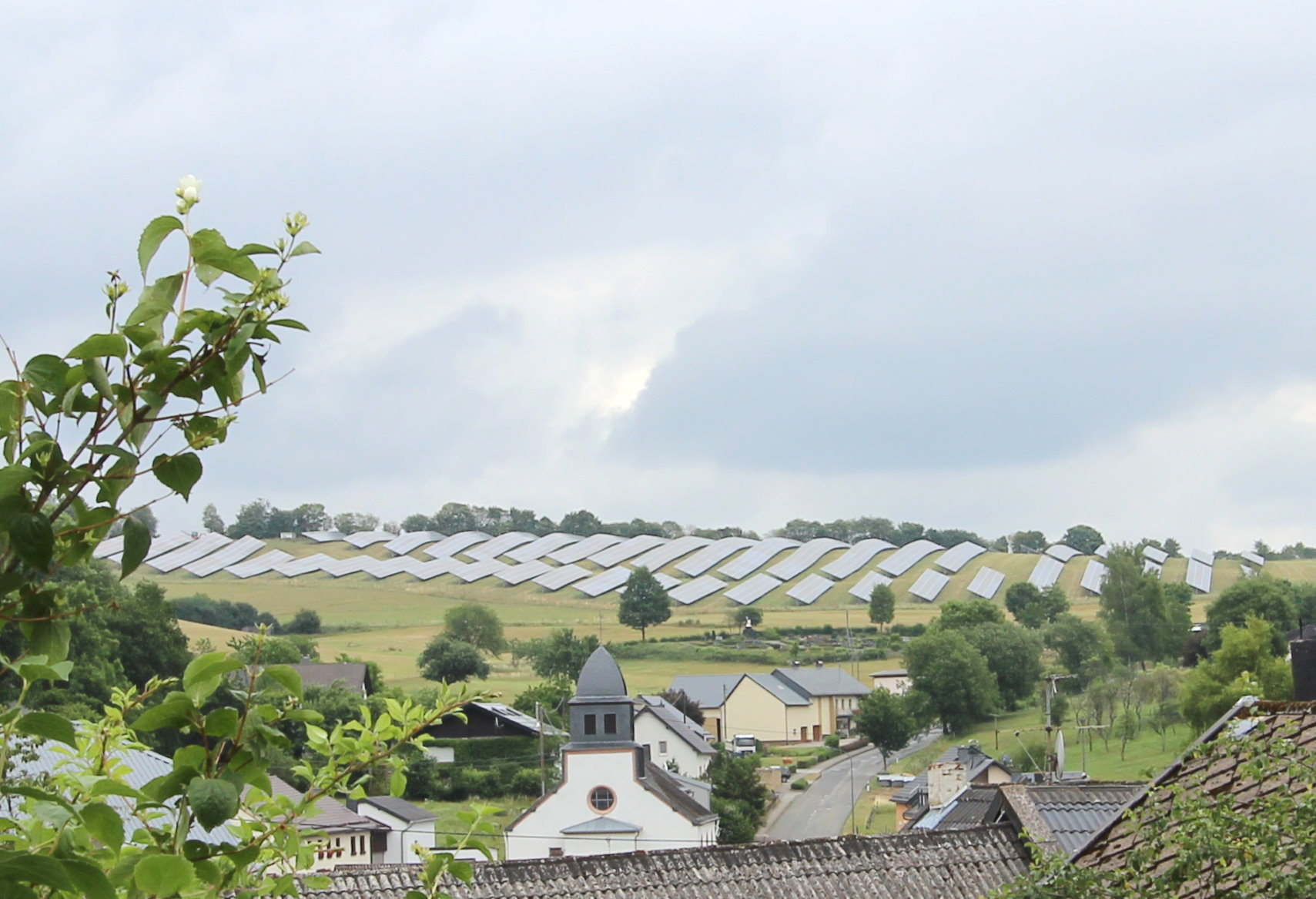
Solarpark auf dem Krummenacker

Plütscheid ist eine landwirtschaftlich geprägte Wohngemeinde. Seit 1971, als noch 53 landwirtschaftliche Betriebe gezählt worden waren, hat die landwirtschaftlich genutzte Fläche von 405 ha auf 307 ha (2010) abgenommen, die von elf Betrieben bewirtschaftet wurden.
Plütscheid verfügt über eine Gaststätte mit Pension mitten im Ort, die als Familienbetrieb geführt wird.
Die Ortsgemeinde liegt westlich der Anschlussstelle Waxweiler/Schönecken der Bundesautobahn 60. Der Ort selber wird von der Landesstraße 33 in Ost-West-Richtung durchquert, die ihn unter anderem mit Waxweiler verbindet.
Die Einrichtung eines „Interkommunalen Gewerbegebiets Plütscheid/Feuerscheid“ wurde geplant, das auf beiden Seiten der Verbandsgemeinden Arzfeld und Prüm liegt (⊙). 2015 erfolgte der Bau eines zehn Megawatt Solarparks im rheinland-pfälzischen Gewerbegebiet Plütscheid-Feuerscheid. Der Solarpark ist das erste gemeinsame Projekt von WIRSOL und der gemeinnützigen Bürgerservice GmbH Trier
Im Jahre 1998 wurde eine Windkraftanlage auf dem Flur Krummenacker (⊙) vom Typ Enercon E-66/15.66 installiert. Im Jahre 1999 wurde der Windpark Krummenacker um zwei weitere Windkraftanlagen vom Typ Enercon E-40/5.40 vergrößert. Die Gesamtleistung der Anlagen beträgt 2,5 Megawatt.
Siehe auch: Liste von Windkraftanlagen in Rheinland-Pfalz

## Kultur und Sehenswürdigkeiten

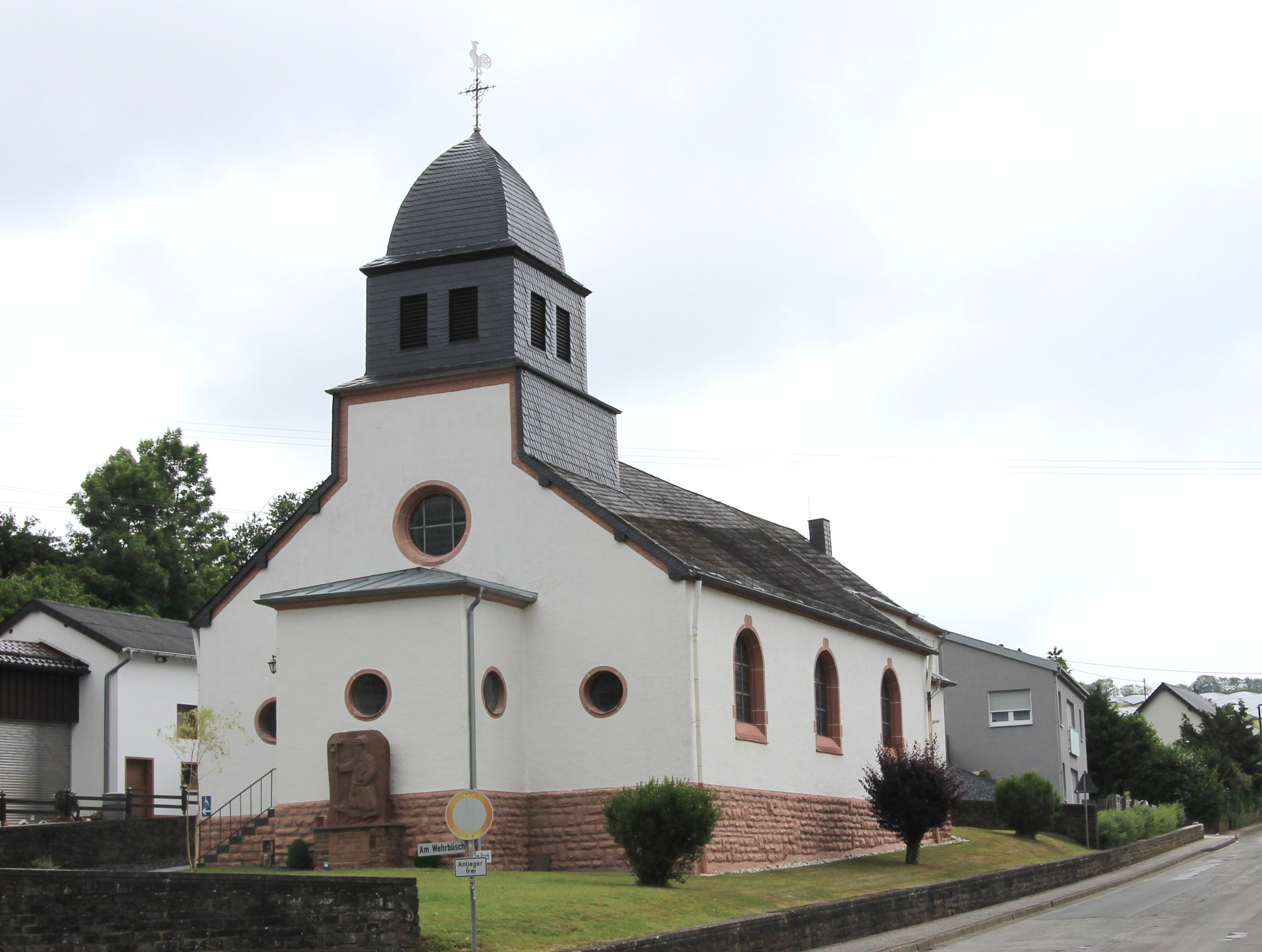
Kirche Sankt Antonius

- Katholische Pfarrkirche St. Antonius der Einsiedler von 1929
- Jährliches Kirmes- bzw. Kirchweihfest wird am Wochenende nach dem 17. September gefeiert.
- Burgenbrennen am ersten Sonntag der Fastenzeit (sogenannter Scheef-Sonntag)[14]
- Über das Gemeindegebiet sind einige – teils alte – Wegekreuze verteilt.
- Barockes Wohnhaus von 1758 in der Hauptstraße 8
- Wanderrouten in und um Plütscheid[15][16]

Siehe auch: Liste der Kulturdenkmäler in Plütscheid
Siehe auch: Liste der Naturdenkmale in Plütscheid